# Carta da zucchero (colore)
Il color carta da zucchero è una varietà di azzurro/blu polverosa e desaturata, tra l'azzurro e il grigio. A causa della sua origine non c'è (come per molti altri colori) accordo generale sulla tonalità precisa di questa nuance che oscilla tra il colore avio e l'indaco desaturato. Infatti la carta da zucchero che dà il nome al colore veniva colorata con il guado o l'indaco, pigmenti che forniscono varie sfumature, dall'azzurro verdognolo al blu violaceo. Il gruppo di sfumature definibili carta da zucchero sono il risultato di una radiazione luminosa che copre una banda spettrale abbastanza larga, sia pure con prevalenza di una certa regione dello spettro centrata su una sfumatura di azzurro, il colore risultante, non saturo e scurito per effetti di contrasto (similmente a quanto avviene per il marrone a partire dall'arancione).

## Origine

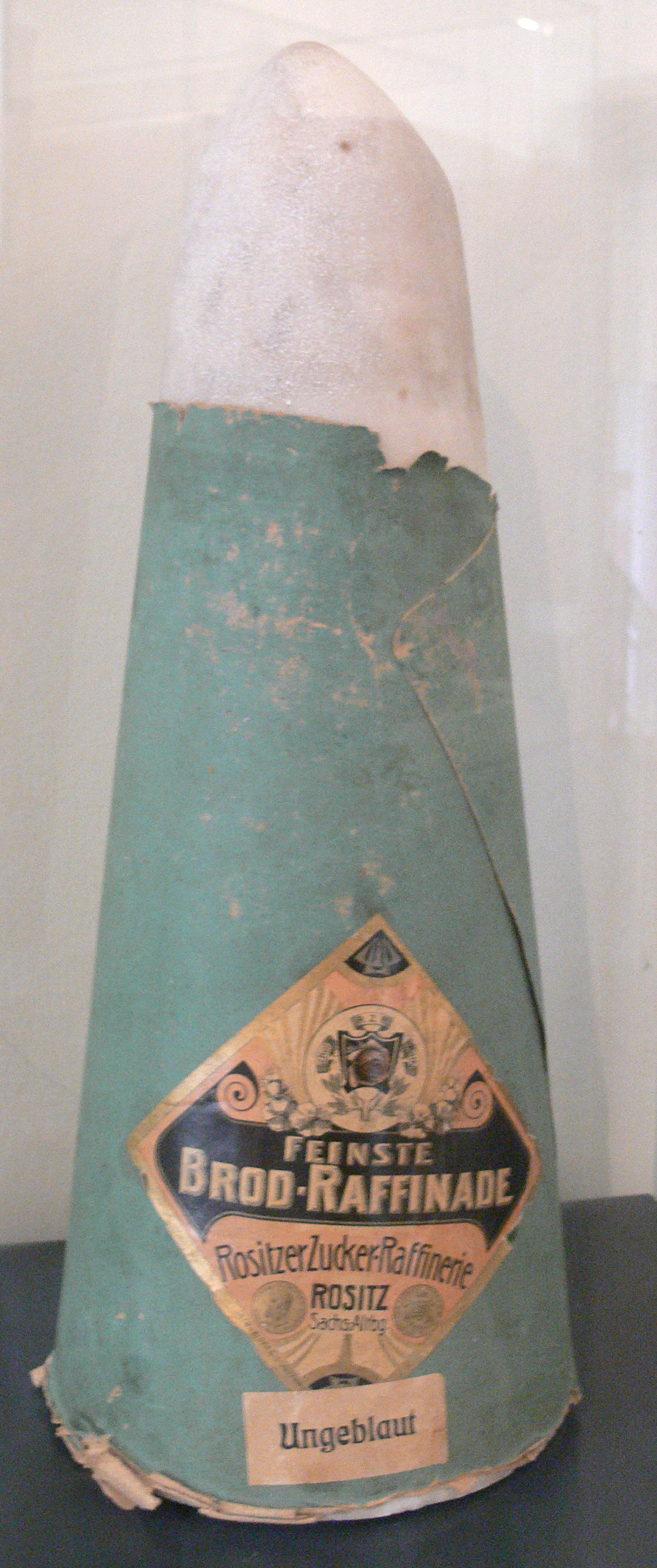
Un pan di zucchero avvolto nella tradizionale carta da zucchero (1890 circa)

Fino circa alla metà del 1900, lo zucchero si vendeva a peso, incartato in una carta di questo caratteristico colore azzurrino. Pare che la colorazione servisse anche per mascherare eventuali tonalità giallastre dovute al processo artigianale di fabbricazione dello zucchero.

## Storia
Anche se i primi esperimenti di colorazione azzurrina risalgono al 1400, per tentare di uniformare e migliorare la carta, allora realizzata con materiali poverissimi, dal XVI secolo si iniziò a colorare la carta con estratti vegetali come il guado e l’indaco, per poi passare all’utilizzo di minerali come il Blu di Prussia. Lo zucchero veniva importato dall’America e trasportato in sacchi di carta, questa era al tempo non raffinata e considerata poco elegante per un prodotto (allora) molto costoso. I sacchi venivano colorati di una precisa tonalità d’azzurro. Il termine carta da zucchero per indicare l'ocra azzurra pare si sia diffuso alla fine del XIX secolo.